# 佐々木康之
佐々木 康之（ささき やすゆき、1935年 - ）は、日本の畜産学者・農学者。専門は、畜産学。農学博士（東北大学）。東北大学名誉教授。元帯広畜産大学学長。元三島学園女子短期大学学長。

## 経歴
宮城県仙台市生まれ。1957年（昭和32年）東北大学農学部卒。1963年（昭和38年）同大学院農学研究科博士課程修了。農林水産省東北農業試験場研究員。
1968年（昭和43年）東北大学農学部助手。1982年（昭和57年）同農学部助教授。その後、同農学部教授。1994年（平成6年）同農学部長。1998年（平成10年）東北大学停年退官。同名誉教授。三島学園女子短期大学学長。2000年（平成12年）帯広畜産大学10代学長に就任。その後、病気を理由に同学長退任（2001年（平成13年）12月31日まで在任）。帯広畜産大学退官。2003年～2005年石巻専修大学理工学部非常勤講師。
1963年 東北大学より農学博士。論文の題は「反芻動物の唾液及び唾液分泌に関する研究」。

## 受賞歴
- 日本畜産学会賞（1971年（昭和46年））

## 著書
- 小原嘉昭編『反芻動物の栄養生理学』（分担執筆, 農山漁村文化協会, 1998年）